# خداحافظ (فیلم ۲۰۲۰)
خداحافظ (به هندی: Khuda Haafiz) فیلمی محصول سال ۲۰۲۰ و به کارگردانی فاروک کبیر است. در این فیلم بازیگرانی همچون ویدیوت جاموال، شیوالکا اوبری، آنو کاپور، شیو پاندیت و آهانا کومرا ایفای نقش کرده‌اند. این فیلم براساس داستان واقعی ساخته شده است. فیلم نقدهای مثبتی از منتقدان دریافت کرد و عملکرد ویدیوت جموال ، سکانس اکشن ، لحن ، فیلمنامه و هماهنگی آن را ستودند. همچنین فروش فیلم در گیشه موفق بود.

## بازیگران
ویدیوت جاموال در نقش سمیر چودری ، شوهر نرگس
شیوالیکا اوبروی در نقش نرگس راجپوت چوداری ، همسر سامیر
آنو کاپور در نقش عثمان حمید علی مراد ، راننده تاکسی در نعمان
نواب شاه در نقش ایزتاک رجینی

## داستان فیلم
سمیر چودری ویدیت جموال که توسط یک پلیس در یک کشور خیالی خاورمیانه به نام نعمان بازداشت شده است ، موافقت می کند که علت دستگیری وی را به میشرا ، یکی از مقامات سفارت هند فاش کند. سمیر ، در سال 2007 ، یک مهندس نرم افزار و تاجر است که عاشق نرگس شیوالیکا اوبروی می شود و با او ازدواج می کند. بحران مالی در سال 2008 هر دو را بیکار می کند. سه ماه بعد ، آنها با کمک ندیم ویپین شارما ، کارمند یک شرکت استخدام در خارج از کشور ، در نعمان مشغول به کار می شوند. نرگس ابتدا می رود و سمیر می ماند تا منتظر بماند تا مدارکش بیاید. پس از ورود او ، نرگس وحشت زده با سمیر تماس می گیرد و گریه می کند که کسی او را می رباید. سمیر به نعمان سفر می کند و در آنجا با عثمان حمید علی مراد ( آنو کاپور) ملاقات می کند)، یک راننده تاکسی . او از عثمان می خواهد او را به آدرسی که ندیم داده است برساند اما می فهمد که چنین آدرسی وجود ندارد. عثمان سمیر را به اداره پلیس می برد ، جایی که می فهمد ندیم گم شده است.
سمیر که به دلیل بیقراری طبیعت از کمک پلیس خارج شده بود ، به سفارت هند نزدیک می شود. او به عنوان کارمند یک شرکت مخابراتی ظاهر می شود و آدرس شخصی را که نرگس از تلفن او با او تماس گرفته است ، بدست می آورد و معلوم می شود فردی به نام شیرازی است. سامیر و عثمان با مشارکت شیرازی در تجارت گوشت آشنا می شوند. سامیر با عثمان در جستجوی نرگس به فاحشه خانه ها می رود و او را در یکی می بیند ، اما توسط صاحبان خانه مورد حمله قرار می گیرد و خشونت آمیز می شود و مردان را می کشد و در ادامه تعقیب و گریز خودرو با تصادف و دستگیری پایان می یابد.
در حال حاضر ، هنگامی که سمیر داستان خود را به پایان می رساند ، یک پلیس نعمانی به نام فیض ابوممالک ( شیو پاندیت ) با او برخورد می کند که تصمیم می گیرد با افسر تامنا ( آهانا کومرا ) به او کمک کند.) همراه شدن آنها فیلم دوربین مداربسته فرودگاه نعمان را مشاهده می کنند ، جایی که نرگس را می بینند که در حال سوار شدن به ون با مردی است که مشخص شد ایزتک ، هماهنگ کننده مدل الجزایر است. ایزتک دستور می دهد که نرگس کشته شود. فیض و تمنا با جسدی سوخته مواجه می شوند و معتقدند که نرگس است. سمیر آویز خود را روی آن می بیند و خرد می شود. پس از تشییع جنازه او ، غرامت و بلیطی به هند داده می شود. تامنا می فهمد که نرگس زنده است و جسدی که پیدا کردند از زن دیگری بود. او و فیض سعی می کنند سمیر را پیدا کنند قبل از اینکه بدانند او هرگز سوار پرواز نشده است. سامیر که حالا می خواهد انتقام بگیرد ، خود را در لباس مبدل قرار می دهد و به خانه ایزتک می رسد. این دو نفر قبل از اینکه ایزتک نشان دهد نرگس زنده است ، به شدت با هم درگیر می شوند.
فیض و تمنا از راه می رسند و معلوم می شود که فیض متحد ایزتک است. تمنا آنقدر فائز را تسلیم خود می کند تا برای فرار از او زمان سمیر بخرد. فیض تامنا را می کشد و سمیر را قاب می گیرد. تعقیب و گریز بعدی باعث مرگ ایزتک می شود. فیض با شریک جنایی خود ، رئیس ایزتک آشنا می شود که توسط پلیس مخفی از او عکس می گیرد. سمیر توسط فیض اسیر می شود قبل از اینکه خیانت وی توسط مامور فاش شود. سمیر و فیض درگیر مشتی می شوند که سمیر فیض را می زند. نرگس و دیگر زنان آزاد می شوند و تامنا در تشییع جنازه ایالتی قرار می گیرد . فیض با یک پوند در وسط بیابان در مقابل یک گروه تیرانداز از خواب بیدار می شودبه خاطر جنایاتش او را به قتل می رسانند. سامیر و نرگس آماده می شوند تا هواپیما را به مقصد هند ترک کنند در حالی که آخرین دیدار خود را با عثمان انجام می دهند. سمیر عثمان را دعوت می کند تا به هند بیاید و با خانواده آنها ملاقات کند ، زیرا آنها قبل از عزیمت به او سلام می کنند.